# إبراهيم أبو عباة
إبراهيم بن محمد بن عبد الله أبو عباة (1950) كاتب وشاعر وأكاديمي أدبي سعودي. ولد في مدينة شقراء من نجد ودرس فيها، ثمّ في كليّة اللغة العربيّة في الرياض حيث تخرّج بشهادة الإجازة عام 1973، ثم الماجستير عام 1981 ، ثم الدكتوراه عام 1984. عُيِّن مُعيدًا في كليّة اللغة العربية،‌ ثم تدرّج حتى صار أستاذًا مشاركًا. عين مديرًا للمركز الإسلامي الإفريقي في الخرطوم مدّة خمس سنوات. شارك في العديد من المؤتمرات الأدبية والندوات العلمية. نشر أدبه في الصحف والمجلات الأدبية، كما أنّ له زاويةً أسبوعية في جريدة البلاد. له عدة دواوين الشعرية ومؤلفات ودراسات.

## سيرته
ولد إبراهيم بن محمد بن عبد الله أبو عباة سنة 1370 هـ/ 1950 م في شقراء من مدن نجد ودرس فيها دراسته الأولى،  ثم التحق بكليّة اللغة العربية في جامعة الإمام محمد بن سعود الإسلامية بالرياض وتخرّج فيها 1393 هـ/ 1973 م ثم حصل على الماجستير في النحو 1402 هـ/ 1981 م، ثم الدكتوراه مع مرتبة الشرف الأولى 1405 هـ/ 1984 م.

عين معيدًا في كليّة اللغة العربية ثم تدرج في وظائف أعضاء هيئة التدريس في جامعة الإمام محمد بن سعود الإسلامية وبكلية اللغة العربية فيها : مدرس منذ عام 1398 حتى منتصف 1415هـ، أستاذ مشارك 1412هـ، أستاذ مساعد 1405هـ، محاضر، 1402هـ، معيد 1493/1494هـ.

له مشاركات أدبية وثقافية في الإذاعة والتلفزيون، ومن خلال الصحف والمجلات السعودية والعربية، واسهامات في العديد من الأمسيات الشعرية، والمؤتمرات والندوات الأدبية والعلمية في وطنه وخارجه. كما له زاوية أسبوعية في جريدة البلاد. 

هو عضو مجلس الشورى السعودي اعتبارًا من 3 ربيع الأول 1434/ 14 يناير 2013. تقلد رئاسة جهاز الإرشاد والتوجيه بالحرس الوطني، عام 1415 هـ/ 1994. عمل مستشارًا في مكتب مدير جامعة الإمام محمد بن سعود الإسلامية من 1411 هـ / 1990 م إلى 1413 هـ/ 1992 م؛ وقد عمل أيضًا مديرًا للمركز الإسلامي الإفريقي في الخرطوم مرشح من المملكة العربية السعودية لمدة خمس سنوات من شعبان 1406 هـ/ أبريل 1986 إلى محرم 1411 هـ/ يوليو 1990 . هو عضو في الجمعية الوطنية للمتقاعدين.

## مؤلفاته
من دواوينه الشعرية:
- «شدو الطفولة»، للأطفال، 1985
- «هتاف الشباب»، للشباب، 1990
- «أغاريد الطفولة من القلب للدين والوطن»، للأطفال

وله من الدراسات:
- «شرح اللمع للأصفهاني»
- «مدخل الطالبين إلى فهم كلام المعربين للقلصادي»
- «الحلل في الكلام على الجمل لأبي العباس أحمد بن محمد الأصبحي العنابي»
- «التبيان في تعيين عطف البيان لأبي العباس أحمد بن محمد بت علي الأصبحي العنابي»
- «لغة القرآن: مكانتها والأخطار التي تهدّدها»
- «الصراح بين الحقّ والباطل»
- «عند السحر»